# Lasse Andersen
Lasse Bakgaard Andersen (født 15. marts 1977 i Herning) er en dansk håndboldspiller, der har spillet for Team Tvis Holstebro i Håndboldligaen fra 1999 og frem til sæsonen 2010-2011, hvor han skiftede til Sønderjyske.
Andersen står noteret for otte kampe på det danske håndboldlandshold i perioden 2001 til 2004.
Andersen har bl.a. været træner for 2. divisonsklubben SUS Nyborg fra 2015-2017.